# Knežija
Knežija (hrvaško Knežija) je gosto naseljeno območje v južnem delu glavnega mesta Hrvaške - Zagreba, v enem od starejših delov zgodovinskega okrožja Trešnjevka. Ima status mestnega naselja — metropolitanske samoupravne enote druge stopnje, ki jo upravlja krajevni mestni odbor. Šteje približno 10.500 prebivalcev.

## Opis
Knežija spada med starejše dele mestne zagrebške četrti Trešnjevka, in sicer v krajevno skupnost Trešnjevka - jug. V zadnjem času so tod zgradili precej novih stavb, a starejše so obnovili; tako je ta mestni del dobil nov videz, v katerem je staro naselje skoraj popolnoma izginilo, saj nove stavbe še vedno rastejo kot gobe po dežju. Zaradi sorazmerno mirnega, skoraj podeželskeg okolja, bližine župnijske cerkve z vsakdanjim oratorijem, pa tudi bližine mestnega središča, se gibljejo cene za 1m² stanovanja tudi do 2500 evrov. To niti 1km² obsegajočo mini-četrt omejujejo mestne prometnice: Zagrebška avenija, Selska, Savska in Horvačanska cesta.
Zagreb je znano potresno področje; tako je hud potres v zadnjem obdobju skoraj popolnoma uničil 1880 stolnico in središče mesta, ponovno pa 2020  med drugim precej prizadel zopet tudi Zagrebško stolnico.
Knežija pa pomni hudo povodenj, ko je v noči med 25. in 26. oktobrom 1964 bližnja Sava predrla nasipe in prestopila bregove; kar naenkrat je poplavila celo to nižje ležeče področje; zlasti so bile prizadete kleti in skladišča, pa tudi nekatera celotna podjetja. Voda se je povzpela celo poldrugi meter visoko in so prišli lahko prebivalci do svojih stanovanj le s čolnom.
Sava je zalila z vodo in blatom tretjino mesta; opozorilna služba je zakazala, škoda pa je bila velika zlasti na nižje ležeči Knežiji in v njeni okolici. Voda je vdrla tudi v prostore zagrebškega dnevnika Vjesnik, pa tudi kletne stanovanjske sobe pri salezijanski Cerkvi Marije Pomočnice, kjer so spali bogoslovci, ki so skoraj po čudežu ušli smrti. Sploh je nekaj izrednega, da ni v tej nepričakovani povodnji utonilo več kot 17 ljudi.

### Versko in izobraževalno-vzgojno delovanje
Med znamenitosti Knežije spada Glasbeni ansambl Trešnjevka , ki obstaja čez 30 let in predvaja hrvaško narodno in umetno glasbo, zlasti z uporabo tradicionalnih tamburic, ki jih sestavljajo razna glasbila kot: bisernica, brač, berda...
Na Knežiji delujeta dve šoli; OŠ Horvati letos (2024) obhaja 127. rojstni dan;  OŠ Matija Gubec pa ima učni načrt prilagojen za tuje državljane in se v njej šolajo otroci diplomatov. Od dveh šolskih igrišč je bolj znano tisto cerkveno. 
Čeprav področje Knežije ne obsega niti kvadratnega kilometra in nima niti kina niti gledališča, ima vendarle knjižnico, ki poseduje lepo število knjig za sposojanje odraslim in mladini. Knjižnica je osnovana 10. junija 1985 kot podružnica osrednje Trešnjevske knjižnice Tina Ujevića. Vpisanih članov ima okrog 8.000, a knjižni fond dosega zavidljivo številko 40.000 knjig, pa tudi zgoščenke ipd.
Duhovno središče Knežije je vsekakor Salezijanski zavod, v sklopu katerega je daleč vidna Cerkev Marije Pomočnice, središče istoimene rimskokatoliške župnije. Pod njenim okriljem potekajo ne le verske, ampak tudi športne in kulturne prireditve: zato na Knežiji vedno vrvi od otrok in  mladine. Salezijanci od 1929 zbirajo mlade in so zanje ustanovili kar pet športnih klubov. »Poleg malega nogometa, namiznega tenisa, tae-kvon-do-ja je najbolj znana košarka«, pravi predsednik vseh petih klubov salezijanec Marijan Lovrić, ki se je lotil zaradi velikega zanimanja mladih graditve lastne župnijske športne dvorane.
Knežija slovi po Zagrebu in šire po vzgojnem delovanju salezijancev, med katerimi so bili tudi mnogi Slovenci, kot Jožef Tkalec, Anton Bajuk, svetniški magister novincev Serafin Pelicon iz Sovodnjega pri Gorici, kakor tudi začetnik salezijanskega založništva na Hrvaškem sobrat Vinko Furlan. Med Hrvati je na prvem mestu prvi ravnatelj na Knežiji Dragec Brumec, pa nabožni pisatelj in prvi provincijal, ko se je 1972 jugoslovanska inšpektorija razdelila na slovensko in hrvaško - Nikola Pavičić; potem pisatelj ter prevajalec iz slovenščine Stanko Belaj. Med številnimi misijonarji je široko znani akademik in prosvetni delavec med mehiškimi Indijanci  - svetniški asket Marin Mandić, ki je z nami gojenci v Križevcich rad zapel in spregovoril tudi v slovenščini. 

#### Nekateri podlegajo vplivu ulice
Po razpadu Jugoslavije – na Slovenskem je to obdobje znano kot Osamosvojitvena vojna, na Hrvaškem pa kot Domovinska vojna (Domovinski rat) - je Knežijo "proslavila" skupina mladih prestopnikov, ki so postali znani kot "Dečki s Knežije". 
Varuhi reda so jih večinoma polagoma uspeli spraviti za zapahe; okolica in drugod so si oddahnili, ko je odslužil dolgoletno kazen in prišel na svobodo po takratnem pisanju poslednji član te zloglasne tolpe. Iz pročil je sklepati, da je na koncu - verjetno zaradi ugleda mesta in dežele - sodišče ugotovilo - v nasprotju s prejšnjimi obsodbani, da kaka organizirana drhal, ki bi imela namen na nezakonit in hudodelski način "služiti" denar, pravzaprav nikoli ni obstajala. Javnost pa je skozi desetletja vznemirjalo delovanje te dobro povezane bande; baje da so nastopali zgolj kot posamezniki (in si s tem prislužili krajšo zaporno kazen).

#### Knežija ima tudi svetovnega prvaka
S Knežijo je tesno povezan tudi ponos jugoslovanskega in hrvaškega športa, vrhunski tenisač, ki so ga v njegovem času slavili kot danes Đoleta - Slovenec Dolinar. 
Na tej sliki je imel Žarko 35 let; na 22. Svetovnem prvenstvu je bil kot posameznik drugi; srebro pa je si je prislužil tudi v paru z Viljemom Harangozom!
Kot sin slovenskih staršev, ki sta se v času gospodarske stiske po Prvi svetovni vojni preselila na Hrvaško, se je Žarko Dolinar rodil v Koprivnici leta 1920.
Oče Jakob je z ženo Francko in z otroki, ki so prihajali na svet drug za drugim, zaradi službe večkrat menjal kraj bivališča. Najprej so se selili v Novi Sad, kjer se je sin Žarko 1934 začel ukvarjati s športom; to je nadaljeval tudi v letih 1935 – 1936 v Ljubljani ter potem od konca 1936 v Zagrebu. Gimnazijo je torej obiskoval v vseh teh treh mestih.
Svojo mladost je preživljal najraje pri salezijancih: najprej na Rakovniku, kjer je pri ljubljanskem klubu Korotan dosegel kot namiznoteniški igralec prve uspehe. Ko so se pozneje zaradi službe - oče je bil sodni izvedenec - selili v Zagreb, se je tudi tam šolal in športno uveljavljal pri salezijancih na Knežiji. Nekdanji svetovni in večkratni državni namiznoteniški prvak (za Kraljevino Jugoslavijo, za NDH, za FLRJ in SFRJ, pa tudi za Švico in samostojno Hrvaško), ki so ga 1954 razglasili za najboljšega športnika Hrvaške in Jugoslavije, je vadil v cerkvenih prostorih; svoj prvi lopar je napravil od “šperploče”, ki jo je (baje) ukradel z oltarja cerkve Marije Pomočnice. Kot prvi Slovenec je za Jugoslavijo osvojil zlato na Svetovnem prvenstvu v Kairu 1939.. 
Kot otrok je najrajši igral nogomet; ko si je zlomil nogo, je moral dolgo mirovati, nato pa je začel igrati "ping-pong", pa še to samo sede. Ko si je opomogel, je ostal zvest namiznemu tenisu in si nabral mnoge lovorike.. 
Kljub temu, da je bil do konca življenja uspešen športnik, se je temeljito pripravljen posvečal tudi znanstvenemu ter akademskemu delu; odkrito spoznava in priznava: 
| Hrvaški izvirnik                                          | Slovenski prevod                                                      |
| --------------------------------------------------------- | --------------------------------------------------------------------- |
| "Športska slava je kratka, budućnost su znanje i zvanje!" | Športna slava je kratka; prihodnost pomenita znanje in poklic(anost)! |

#### Knežija se ponaša tudi s "Pravičnim med narodi"
Žarko Dolinar pa ni poznan le po športu, ampak je skupaj z bratom prištet med Pravične med narodi. Med vojno je neustrašeno pomagal najbolj ogroženim in tako pokazal, da ni le velik športnik, ampak tudi velik humanist - kar je bilo v tistih zmedenih časih dokaj tvegano početje.
Med Drugo svetovno vojno in štiri leta med NDH je Žarko Dolinar skupaj z bratom Borisom ponarejal potne liste in nekatere druge dokumente; na ta način sta pomagala več kot 360 Judom in jim rešila življenje; saj so se lahko umaknili preganjanju in odšli v kako svobodno deželo.  Ustaške oblasti so za to vedele, a so ju pustile pri miru.  Prijeli so očeta Jakoba in ga razrešili sodniške službe, a brata sta lahko nemoteno nadaljevala svoje človekoljubno delovanje. Na pobudo skupine preživelih Judov so brata v Izraelu razglasili 1993. leta za Pravična med narodi.

### Knežija
(hrvaško)
- Krajevni odbor Knežija
- Župa Marije Pomoćnice
- Članovi Vijeća mjesnog odbora Arhivirano 10. ožujka 2016. na Wayback Machine.
- ZGportal Zagreb
- Mesto Zagreb

### Dečki s Knežije
(hrvaško)
- Tko su dečki s Knežije? Krali i palili aute, preprodavali oružje, dilali drogu, mlatili ljude... - Net.hr 5.7.2019. GORAN STANZL/PIXSELL/
- Dečko s Knežije: "Ubio si ga, j**** ti mater cigansku!" | Express (24sata.hr) PIŠE Vilim Cvok 25. STUDENOGA 2017.
- TKO SU DEČKI S KNEŽIJE? Dušan Miljuš progovorio o organiziranom kriminalu, ispovijest poznatog novinara - Dnevno.hr Autor: DnevnoSubota, 06. srpnja 2019.
- Na slobodu izlazi i posljednji pripadnik \'dečki s Knežije\' - Večernji.hr (vecernji.hr) Autor: Marina Borovac 29.05.2012 Pridobljeno 3.03.2024

### Knjižnica Knežija
- Knjižnice grada Zagreba - Knjižnica Knežija - Osnovni podaci (kgz.hr)
- Knjižnice grada Zagreba - Knjižnica Knežija (kgz.hr)

Arhivirano 2017-06-05 na Wayback Machine.